# 张伯川泡
张伯川泡是一个位于中国吉林省镇赉县的湖泊，面积约为8.1平方千米，平均水深约为2米。